# Scirpus pseudoarticulatus
Scirpus pseudoarticulatus là loài thực vật có hoa trong họ Cói. Loài này được L.K.Dai & S.M.Huang miêu tả khoa học đầu tiên năm 1977.